# Tim Roth (Musiker)

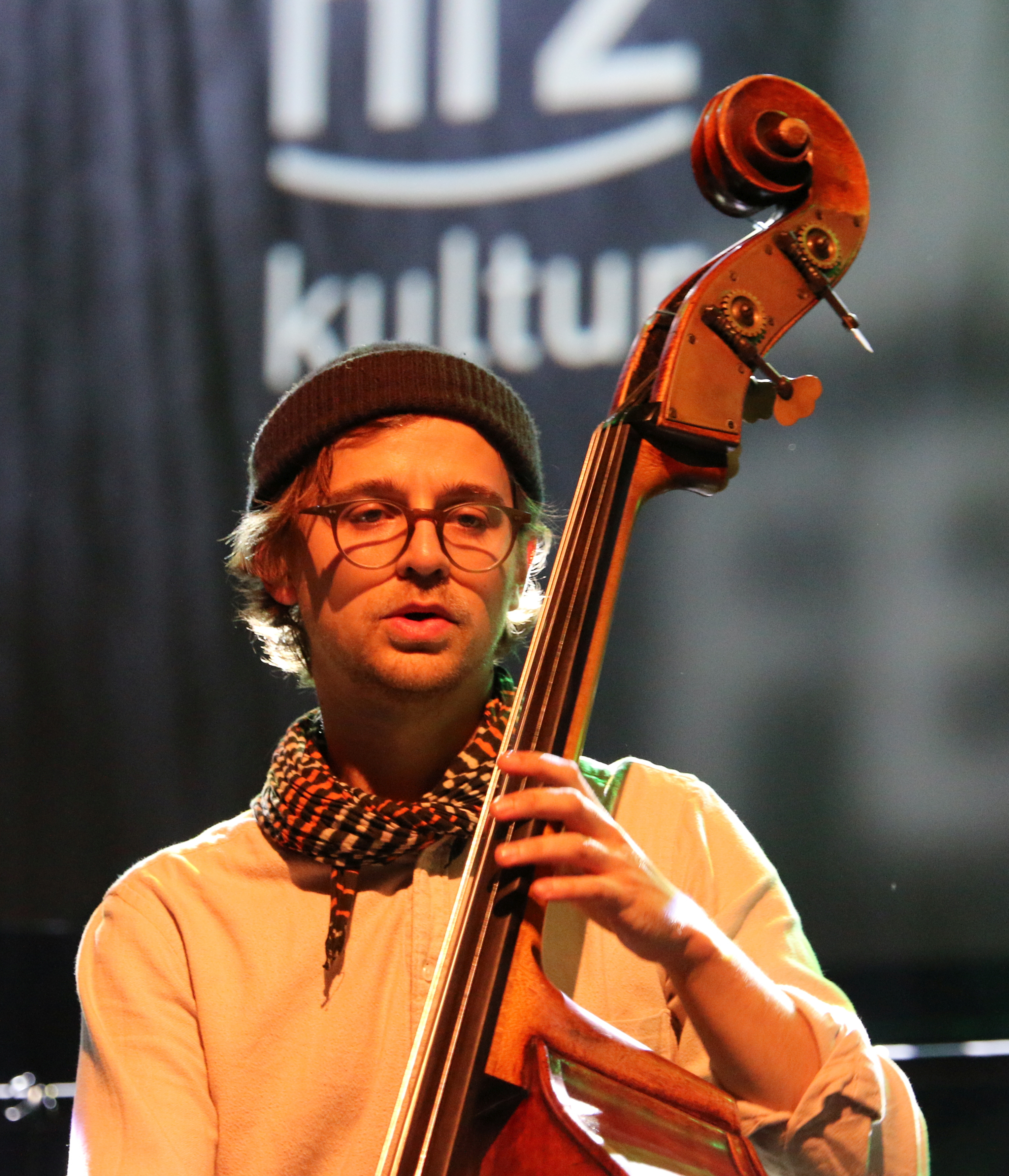
Tim Roth (2015)

Timothy „Tim“ Roth (* 1985 in Frankfurt am Main) ist ein britisch-deutscher Jazzmusiker (Kontrabass) und Komponist.

## Leben und Wirken
Roth spielte zunächst Gitarre, wechselte aber mit 18 Jahren zum Kontrabass, da es in seinem Umfeld schon zu viele gute Gitarristen gab. Gemeinsam mit Yuriy Sych, Martin Standke und dem Saxophonisten Benjamin Steil gründete er 2006 das Contrast Quartet, mit dem er 2009 ein erstes Albums vorlegte. 2006 entstand auch das Bandprojekt T.A.P. mit Standke, Andreas Lehmann (Saxophon), Bernhard Kießig (Piano), das 2010 sein Debütalbum veröffentlichte. Auch war er Mitglied des Trios von Natalya Karmazin.
Zwischen 2007 und 2011 absolvierte er ein Jazz-Studium am Conservatorium van Amsterdam bei Frans van der Hoeven und Arnold Dooyewerd. Zusammen mit seinem indonesischen Freund Sri Hanuraga und dessen Band Animated belegte er beim International Jazz Piano Concours Amsterdam den zweiten Platz. Roth, der wieder in Frankfurt am Main lebt, ist auch am dortigen Schauspiel als Theatermusiker aktiv.

## Preise und Auszeichnungen
Mit dem Contrast Quartet erhielt Roth 2006 den ersten Preis beim hessenweiten Wettbewerb Jugend jazzt und 2008 das Arbeitsstipendium Jazz der Stadt Frankfurt am Main. Mit dem Contrast Trio wurde er 2016 mit dem Hessischen Jazzpreis ausgezeichnet.

## Diskographische Hinweise
- Contrast Quartet Second Wave (flexaton 2009, mit Benjamin Steil, Yuriy Sych, Tim Roth)
- T.A.P. Anything Flows (2010)
- Contrast Trio Zwei (whyempty 2015, mit Yuriy Sych, Tim Roth, sowie Bastian Ruppert)
- Max Clouth Clan Return Flight  (L+R Records 2015)

## Kompositionen (Auswahl)
- 2014 Musik für Die Geschichte von den Pandabären von Matei Vișniec am Schauspiel Frankfurt[3]
- 2017 Musik für Der Spieler : Dostojewski von Christian Franke am Staatstheater Wiesbaden[4]
- 2019 Musik für Ein Engel der Geschichte von Christian Franke am Staatstheater Braunschweig[5]
- 2020 Musik für Bouvard und Pécuchet nach Gustave Flaubert am Staatstheater Braunschweig[6]
- 2021 Musik für Ich bin der Wind von Jon Fosse an den Landungsbrücken Frankfurt[7]
- 2023 Musik für Ich, Wunderwerk und How much I love disturbing content von Amanda Lasker-Berlin am Theater Bielefeld[8]